# اضطراب اجتماعی
اضطراب اجتماعی به معنی عصبی بودن در موقعیت‌های اجتماعی است. برخی از اختلال‌های مرتبط با طیف اضطراب‌های اجتماعی عبارتند از: اختلال‌های اضطرابی، اختلال‌های خُلقی، طیف اختلال‌های اوتسیم، اختلال‌های خوردن و اختلال‌های سوءمصرف مواد. افرادی که اضطراب اجتماعی بالاتری دارند، جلوی خیره‌ نگاه کردنشان را می‌گیرند، حالت چهره‌شان کمتر تغییر می‌کند و در شروع یا ادامهٔ گفتگو، دارای مشکل مشهود هستند. ویژگی رفتاری اضطراب اجتماعی، یا همان گرایش پایدار به تجربهٔ این نوع از عصبیت، با وضعیت اضطراب، یا همان پاسخ آنی به یک محرک اجتماعی بخصوص، تفاوت دارد و از آن قابل تشخیص است. نزدیک به ۹۰ درصد از اشخاص، گزارش می‌کنند که نشانه‌های اضطراب اجتماعی (مانند خجالت) را در برخی مقاطع در طول زندگی، تجربه می‌کنند. نیمی از اشخاصی که به هر ترتیب، نوعی از ترس اجتماعی را دارند، شامل معیارهای اختلال اضطراب اجتماعی هستند.
کارکرد اضطراب اجتماعی، افزایش انگیزه و توجه به تعاملات اجتماعی، مهار رفتار اجتماعی نامطلوب و ایجاد انگیزه برای آماده شدن برای موقعیت‌های اجتماعی در آینده است.